# Áustria nos Jogos Olímpicos de Verão de 1996
Áustria participou dos Jogos Olímpicos de Verão de 1996 em Atlanta, Estados Unidos. 72 competidores, 56 homens e 16 mulheres, participaram de 53 provas em 15 esportes.